# Холохольня (приток Волги)
Холохольня — река в России, протекает по Тверской области. Устье реки находится в 3170 км по левому берегу реки Волга. Длина реки составляет 51 км, площадь водосборного бассейна — 310 км².

## Данные водного реестра
По данным государственного водного реестра России относится к Верхневолжскому бассейновому округу, водохозяйственный участок реки — Волга от города Зубцов до города Тверь, без реки Тверца, речной подбассейн реки — бассейны притоков (Верхней) Волги до Рыбинского водохранилища. Речной бассейн реки — (Верхняя) Волга до Куйбышевского водохранилища (без бассейна Оки).
Код объекта в государственном водном реестре — 08010100612110000001651.

### Притоки (км от устья)
- 8,3 км: река Журавец (пр)
- 22 км: река Жуковка (пр)
- 28 км: река Дёрна (пр)